# Malo Lipje
Malo Lipje este o localitate din comuna Žužemberk, Slovenia, cu o populație de 28 de locuitori.